# Nationalpark Morne Trois Pitons
Nationalpark Morne Trois Pitons ist ein 6.857 ha großes Schutzgebiet im geologisch aktiven Zentrum von Dominica. Es wurde 1975 per Gesetz ausgewiesen und 1997 zum Weltnaturerbe (Kriterien viii, x) erklärt. Der Park liegt etwa 13 km östlich der Hauptstadt Roseau und umfasst fünf Vulkanzentren, über 50 Fumarolen, drei Süßwasserseen sowie den weltweit zweitgrößten vulkanischen Kochsee („Boiling Lake“).

## Geologie und Geomorphologie
Die Landschaft wird von den Stratovulkanen Morne Trois Pitons (1.387 m), Morne Watt und Micotrin geprägt. Im „Valley of Desolation“ finden sich rund 50 Fumarolen, Schlammtöpfe und Heiße Quellen. Pyroklastische Ströme und Lavadome zeugen von phreatischen Eruptionen jüngerer Zeit.

## Hydrologie
Der Park speist über ein Dutzend ganzjährig wasserführende Flüsse. Zu den Seen gehören der Boiling Lake mit ca. 60 m Durchmesser und einer Wassertemperatur bis 92 °C sowie die Seen Boeri Lake und der Freshwater Lake, welche durch den 1121 m hohen Morne Macaque voneinander getrennt werden.

## Klima
Die Durchschnittstemperatur im Nationalpark beträgt 19–27 °C zwischen Januar und Juli und 21–28 °C zwischen August und Dezember. Die Niederschläge belaufen sich auf 7600 mm pro Jahr.

## Flora und Vegetation
Entlang eines Höhengradienten von Meereshöhe bis 1.342 m lassen sich fünf Vegetationszonen unterscheiden:
1. Tiefland-Regenwald
2. Feuchtmontaner Wald
3. Übergangswald mit Baumfarnen
4. Nebel- bzw. Elfenwald
5. Savannenreste

Über 5.000 Gefäßpflanzenarten sind belegt, davon mindestens 21 endemische Taxa.

## Fauna
Die Fauna umfasst sieben Säugetierarten, 167 Vögel, hierbei eine bedrohte Papageienart (Kaiseramazone, Amazona imperialis), 12 Reptilien und Amphibien sowie 12 Krustentiere (z. B. Guinotia dentata).
Zu den Arten gehören unter anderem Kaiser- und Blaukopfamazonen, Zuckervogel, Antillentauben und Boa constrictor.

## Rechtliche Grundlagen und Schutzstatus
- Gründungsdekret: Nationalparkgesetz Dominica 1975
- IUCN-Kategorie: II
- UNESCO-Weltnaturerbe: Eintrag #814 (1997; Kriterien viii, x)

## Governance und Management
- Zuständige Behörde: Forestry, Wildlife & National Parks Division, Ministry of Agriculture
- Managementplan 2018: Ziele, Zeitrahmen, Budget und personelle Ausstattung
- Monitoring-Programme:
  - Dauerhafte Waldplots (ForestGEO-Methode)
  - Geophysikalische Stationen (Bodendeformation, Thermalanomalien)
  - Artenschutzstudien (Genomforschung an *Amazona imperialis*)

## Bedrohungen und Risiken
- Invasive Arten: Ratten (Rattus spp.), verwilderte Katzen
- Naturgefahren: Hurrikane (David 1979, Erika 2015), Erdrutsche, vulkanische Aktivität
- Klimawandel: Zunahme extremer Niederschlagsereignisse, steigende Sturmhäufigkeit

## Ökosystemleistungen
- Trinkwasser- und Grundwasserschutz für Roseau und umliegende Siedlungen
- Kohlenstoffspeicherung im tropischen Regenwald
- Erholungs- und Bildungsfunktion für Wissenschaft und Ökotourismus

## Kulturelle und historische Bedeutung
- Traditionelle Nutzung durch die Kalinago (Amerindian Heritage Trail)
- Erste naturkundliche Beschreibung: Robert J. L. Guppy (1868)
- Filmkulisse: „Pirates of the Caribbean“ (Titou Gorge)

## Tourismus
| Zugangspunkt | Trailname             | Schwierigkeit | Dauer     |
| ------------ | --------------------- | ------------- | --------- |
| Laudat       | Boiling Lake Trail    | schwierig     | 5 bis 7 h |
| Pont Cassé   | Emerald Pool Trail    | leicht        | 15 min    |
| Castle Bruce | Middleham Falls Trail | moderat       | 3 h       |

- Besucherzentrum in Laudat mit Informationsmaterial und Ranger-Service
- Barrierefreiheit: Teilweise befestigte Wege zum Emerald Pool

## Forschung und Langzeitmonitoring
- Geophysikalische Dauerstationen zur Messung von Bodendeformation
- Langfristige Waldmonitoring-Plots (ForestGEO)
- Genomstudien an *A. imperialis* zur Erhaltungsplanung

## Geschichte
Erste naturkundliche Aufzeichnungen stammen von Robert J. L. Guppy (1868). Die Einrichtung des Nationalparks erfolgte 1975 nach Empfehlungen der Caribbean Conservation Association.

## Verwandte Schutzgebiete und Vernetzung
- Teil des „East Coast Confluence Corridor“ (ökologischer Korridor)
- Pufferzonen: Northern Forest Reserve, Central Forest Reserve
- Mitglied im UNESCO Man and Biosphere Programme